# Réacteur S9G

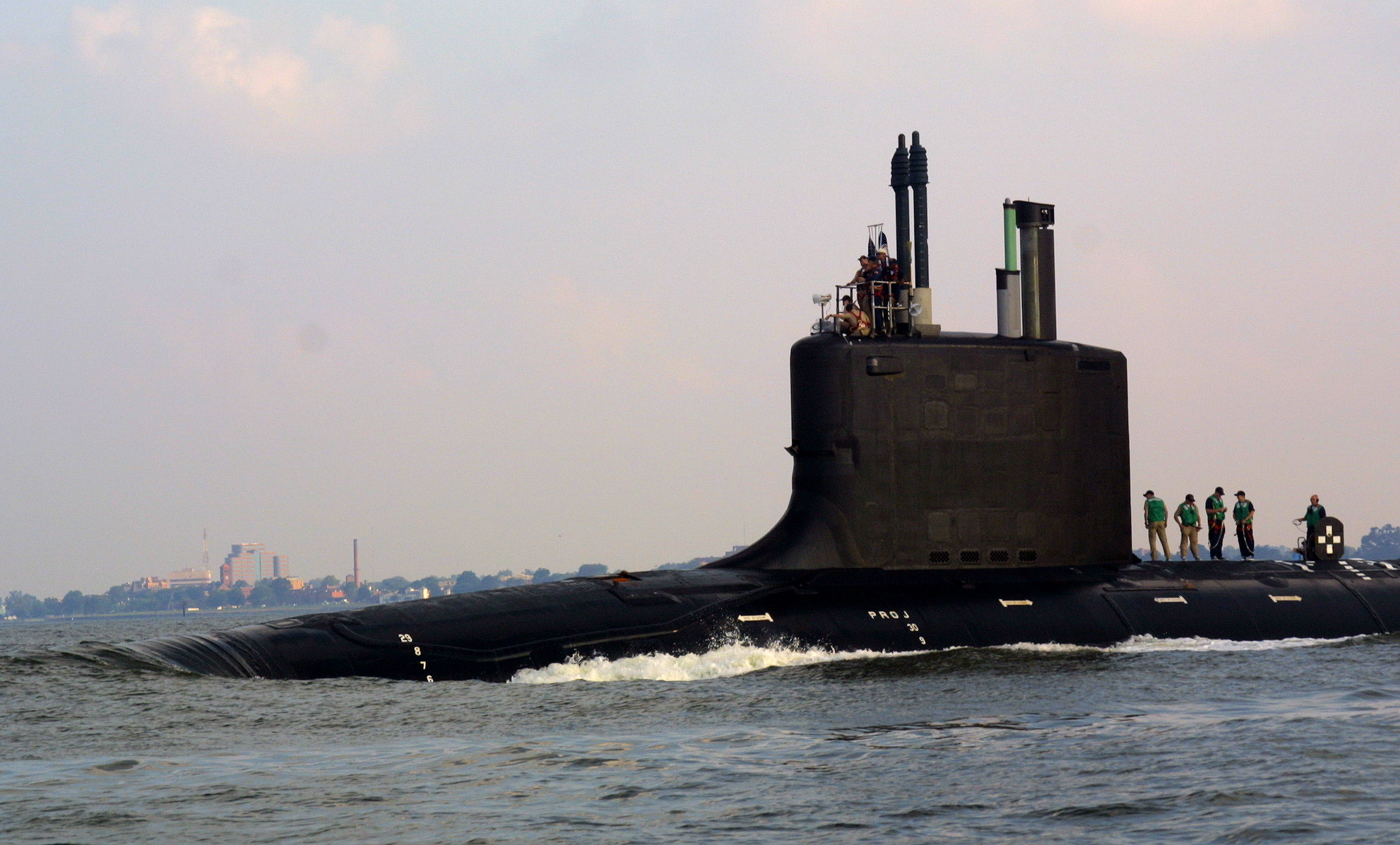
L'USS Virginia (SSN-774) durant ses essais en mer en août 2004 à Portsmouth, en Virginie.

Le S9G Reactor est un réacteur nucléaire conçu par General Electric et utilisé par l’United States Navy pour fournir de l’électricité ainsi que la propulsion sur les sous-marins de la classe Virginia. Il s’agit d’un réacteur à eau pressurisée.
L’acronyme S9G signifie :
- S = sous-marin (Submarine)
- 9 = numéro de la génération pour le fabricant
- G = General Electric pour le nom du fabricant

Ce type de réacteur, élaboré par le Knolls Atomic Power Laboratory (maintenant géré par General Electric), est conçu de sorte à avoir un niveau de densité d'énergie plus élevé ainsi que de nouveaux composants, notamment un nouveau générateur de vapeur devant mieux résister à la corrosion et dont les coûts doivent être moindres. Ce nouveau type de réacteur répondra ainsi à des problèmes récurrents de corrosion tout en réduisant la taille et la masse de l'ensemble du système. Chaque réacteur développe une puissance thermique d'environ 150 MW, soit environ 29,8 MWe pour la propulsion.
Les réacteurs S9G sont conçus pour fonctionner 33 années sans rechargement du combustible nucléaire.
Ce type de réacteur est prévu pour l'utilisation d'hydrojets produits par BAE Systems, au départ pour l'armée britannique.